# 韓敏
韓敏（15世紀—15世紀），南直隸淮安府山陽縣人，明朝政治人物。

## 生平
正統三年（1438年）韓敏中舉人，正統十三年（1448年）成進士，授庶吉士，景泰五年（1454年）自戶部主事外任湖廣長沙府知府，為政平易近人，讓民感德，天順三年（1459年）調山東登州府知府，就任後立刻參拜文廟，以廟狹小，和屬下倡議重修，突然在廟內掘得金錢五萬餘，因此拿來充當修繕費用，於是文廟規模畢備。成化二年（1466年）陞為陝西布政使司右參政。

## 引用
1. 1 2  嘉慶《重修山陽縣志·卷九·選舉》：進士……明……韓敏 歷官長沙府知府、陝西右參政……以上（正統）戊辰……舉人 明……韓敏 見進士，以上正統戊午
2. ↑  《明英宗睿皇帝實錄·卷一百六十五》：（正統十三年四月）癸酉改進士萬安等為庶吉士，先是上命吏部選進士人物俊秀貫在江北者三十人以聞，尚書王直等選安及曹鼎、熊瓚、劉吉、孫茂、劉珝、王勤、謝瓌、白行順、李泰、宋弼、邢讓、劉清、喬毅、李本、李鏞、王恕、孫昱、孟祥、曹輔、韓敏、尹旻、張斐、李讚、李寬、華顯、霍榮、郭安、李堅、成章引見於內庭，吏部右侍郎兼翰院學曹鼐等言宜倣舊例改為庶吉士，送翰林院讀書給賜酒饌房屋皂隷并筆墨紙劄燈油，令本院侍讀習嘉言、侍講王一寧、編修趙恢提督教訓，庶有成效，從之。
3. ↑  《明英宗睿皇帝實錄·卷二百四十八·廢帝郕戾王附錄第六十六》：（景泰五年十二月）戊寅陞戶部主事韓敏為湖廣長沙府知府，大理寺左寺副王恕為直隷揚州知府。
4. ↑  乾隆《長沙府志·卷二十·名宦》：韓敏，淮安人，景泰中知長沙府，平易近民，無赫赫之政，而民甚德之。
5. ↑  光緒《增修登州府志·卷二十五·文秩一》：知府 明……天順……韓敏 江南山陽庶吉士，三年任，下車首謁文廟，病其湫隘，遂倡寮屬捐俸重修，忽然掘第得錢五萬餘緡，因以為資，規模畢備，見修廟碑
6. ↑  《明憲宗純皇帝實錄·卷三十四》：（成化二年九月）辛卯陞登州府知府韓敏為陝西布政司右參政。